# سعيد محمد نور
سعيد محمد نور قارئ للقرآن الكريم سوداني الأصل، عاش في مصر، له قراءات قليلة مسجلة في إذاعة جدة وإذاعة الكويت.قرأ القرآن في جامع الخازندار بحي شبرا بمدينة القاهرة وقد عرف بلقب صاحب التلاوات الخاشعة المُبكية. 

## نشأته
وقد كان يعيش عيشة بسيطة في شبرا، أما هوايته الوحيدة فكانت سماع الاسطوانات القليلة الباقية للشيخ محمود البربري.
وقبل خمسين عاماً قصد الشيخ سعيد محمد نور الديار الحجازية لآداء فريضة الحج ، وقبل أن تحط الباخرة التي تقله رصيف ميناء جدة وصلت أخباروصوله إذاعة جدة أول إذاعة سعودية والتي أنشئت سنة 1368 هـ فكان لها النصيب الأكبر في تسجيل قراءات له، فقد قام بتسجيل سورة مريم وطه والحديد والتكوير على أشرطة سلك قبل ظهور أشرطة الريل، ولاقت تلك التسجيلات استحسان الكثيرين من المسلمين حتى أن المديرية العامة للإذاعة آنذاك (وزارة الإعلام حالياً) كانت تسجل الآف النسخ من تلك التسجيلات وتقدمها لضيوف الرحمن من الوزراء والرؤساء والإذاعات الإسلامية، وكان الملك عبد العزيز ي من أشد المعجبين بتلاوة الشيخ سعيد، فعرض عليه البقاء بالديار المقدسة لكن الشيخ سعيد أعتذر لظروف خاصة، لكن محبة السعوديين للشيخ لا تزال باقية في قلوب الكثيرين من خمسين عاما.

## حياته
أما بالنسبة لسكان مصر فلم يعرف عن الشيخ سعيد أبدا أنه حدد أجرا له، وهو يتناول الأجر الذي يدفعه صاحب الليلة دون نقاش، وتتعصب لصوت الشيخ محافظات بأكملها وعلى رأسها جميعا محافظة المنوفية ولعل السبب يرجع إلى أن أغلب سكان شبرا – حي الشيخ سعيد – من قرى المنوفية وقد قرأ الشيخ مع المشايخ الكبار، قرأ مع الشيخ علي محمود والشيخ محمد رفعت وبدأ هو الآخر مثلهم بخمسين قرشا في الليلة ويستمع الشيخ سعيد لصوت الشيخ رفعت ويفضله على كل الأصوات.
وقد هاجر الشيخ سعيد نور من مصر واستقر في الكويت في مطلع الثمانينات هجرية وسجلت اذاعة الكويت القرآن الكريم بصوت الشيخ سعيد وتذيع له مرة كل أسبوع في فترة الفجر وقضي الشيخ سعيد بقية حياته في الكويت حتى أختاره الله لجواره في منتصف الثمانينات الهجرية ولكنه ترك ثروة روحية غالية بتسجيلاته للقرآن الكريم ولكن لسوء الحظ كانت أشرطته ضمن الأشرطة التي أختفت من أرشيف الأذاعة خلال فترة احتلال العراقي على الكويت.

## إسلوبه
كان الشيخ سعيد محمد نور صاحب أسلوب منفرد في التلاوة مغلف بالشجن العميق. روى عنه معاصروه الكثير، وحكى عنه : ان سائقي ترام شارع شبرا كانوا يتوقفون عند سماعهم لصوت الشيخ سعيد واستجابة للركاب أيضا كما كان مصرا على ألا يقرأ في استوديوهات الإذاعة أو تسجل له.

## الإذاعة
وبالرغم من أن الرجل لم يقرأ في الإذاعة الا مرة واحدة، إلا أنه يتمتع بشهرة تفوق شهرة بعض قراء الإذاعة وسر شهرة الشيخ سعيد أنه يقرأ القرآن بطريقة تختلف عن الطريقة المعروفة..وطريقة القراءات.
وأكثر محطة تذيع له هي محطة إذاعة القرأن الكريم في المملكة العربية السعودية.

## تقليده
حاول الكثير من القراء تقليد سعيد محمد نور ولكن في لم يستطيعوا الوصول إلى الإسلوب التأثيري الذي إتبعه محمد نور .

## وفاته
توفي الشيخ سعيد في الكويت منتصف الثمانينات الهجرية، وبعد وفاة الشيخ ي بعث أبنائه بأكثر من مآئة تسجيل للشيخ سعيد لإذاعة جدة وتم إدراجها ضمن القراءات المذاعة وكانت تلك التلاوات تم تسجيلها من داخل جامع الخازندارة بمصر وتاريخ تسجيلها يعود لأكثر من خمسين عاماً.

## روابط خارجية
- سيرة سعيد محمد نور في موقع نون
- تلاوة لسعيد محمد نور من سورة مريم